# Elena Cecchini
Pour les articles homonymes, voir Cecchini.
Elena Cecchini née le 25 mai 1992 à Udine est une coureuse cycliste italienne, membre de l'équipe SD Worx. Elle est championne d'Italie sur route en 2014, 2015 et 2016.

## Biographie

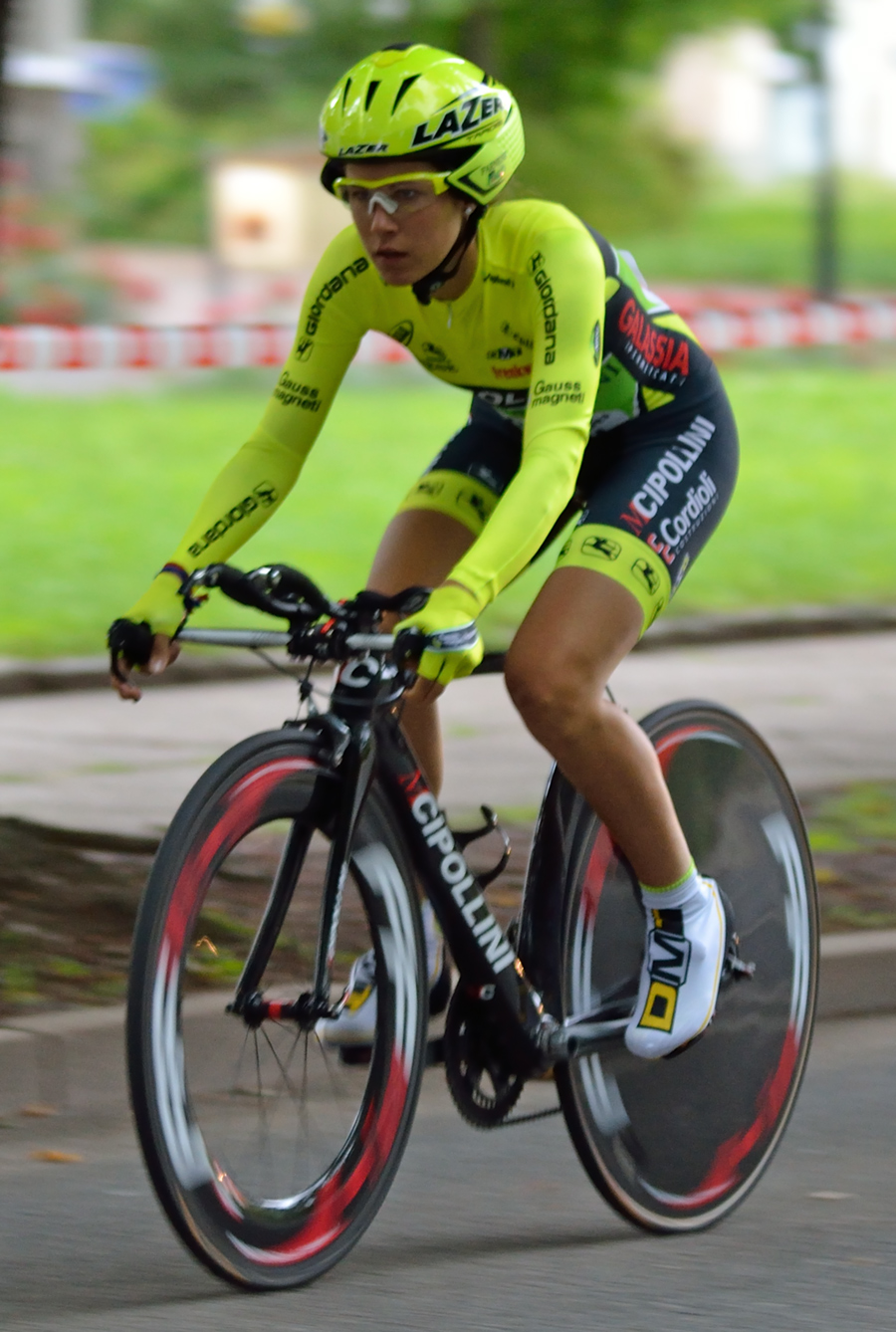
Au Tour de Thuringe 2012

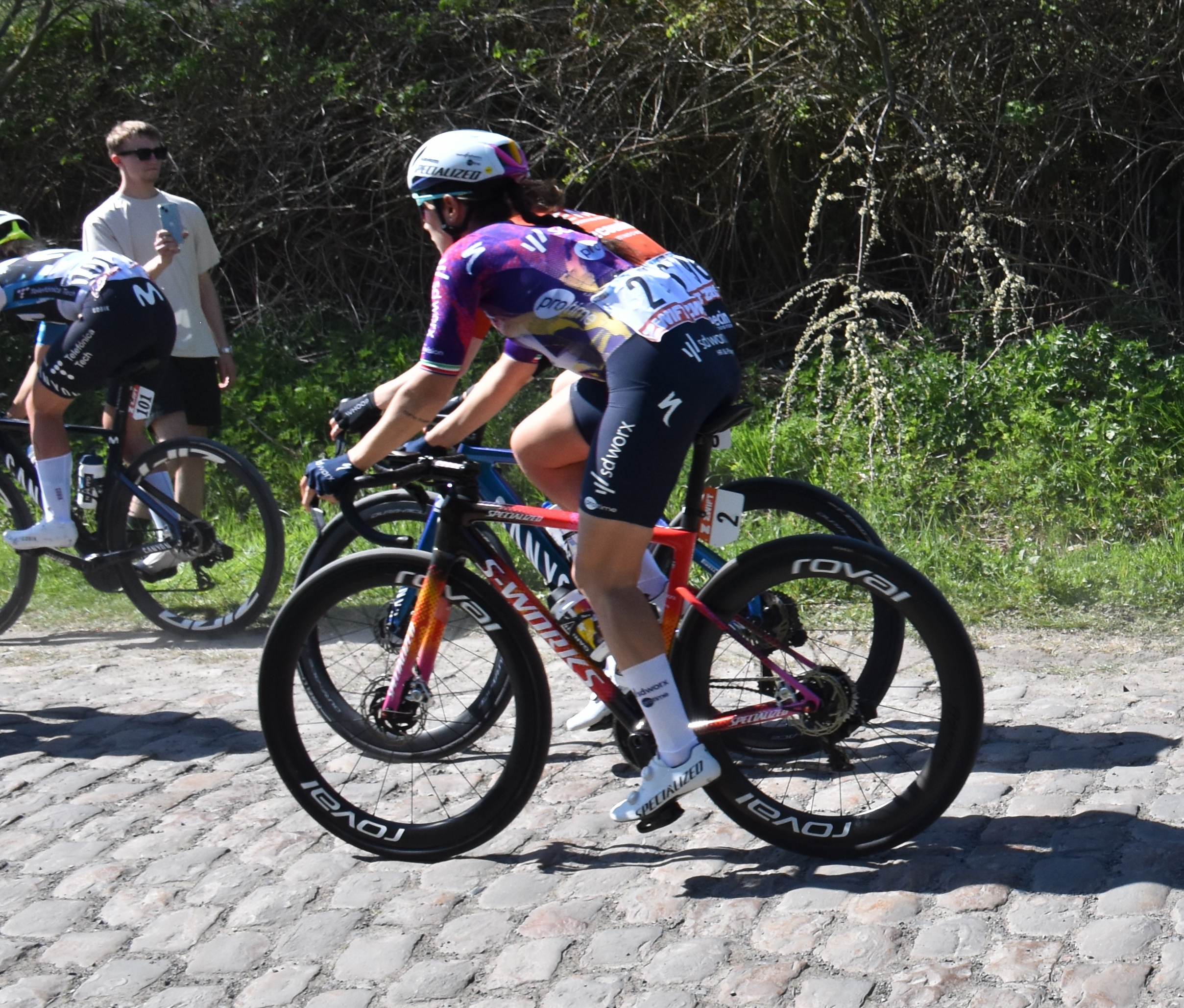
Elena Cecchini #2 lors de Paris-Roubaix 2025.

Elle vient d'une famille cycliste : son père, son frère et un de ses cousins pratique ce sport. Sa cousine Silvia Cecchini démarre plus tard. Elle commence le cyclisme à l'âge de six ans. Elle court pour le club de la Vecchia Fontana. 
En 2009, elle remporte au sprint le championnat d'Europe sur route juniors.
En 2011, elle participe à l'Emakumeen Bira avec la sélection nationale. Toujours en sélection, elle court le Tour de l'Ardèche et y termine quatrième de deux étapes. Ainsi pour sa première année dans l'élite, elle est sélectionnée pour les championnats du monde sur route. Elle y aide Giorgia Bronzini à s'emparer du maillot irisé. Elle étudie la littérature à côté du cyclisme. 
En 2012, elle marque les esprits au Trophée d'Or. Porteuse du dossard 1, elle remporte la première étape au sprint. Le lendemain, sur le contre-la-montre par équipes, la formation MCipollini Giambenini se classe deuxième à trois secondes de l'équipe Sengers. Elena Cecchini conserve donc son maillot de leader. Les trois étapes suivantes se terminent au sprint. Elle est troisième de la quatrième et inscrit finalement son nom au palmarès de l'épreuve. C'est la plus jeune lauréate du Trophée d'Or.
En 2014, au championnat d'Europe sur route espoirs, elle part en échappée avec Annabelle Dreville et Sabrina Stultiens. Les trois coureuses se disputent la victoire au sprint. Elena Cecchini se redresse pour célébrer sa victoire mais s'aperçoit trop tard que Sabrina Stultiens la remonte. Elle doit donc se contenter de la médaille d'argent,. 

### Saison 2015

#### Mars-avril: Classiques
Lors de la première classique de printemps, le Circuit Het Nieuwsblad, Elena Cecchini sprinte pour la troisième place de la course derrière Anna van der Breggen et Ellen van Dijk. Elle obtient la sixième place. Durant la semaine qui suit, elle participe au Samyn des Dames et se classe dixième du sprint massif. Aux Strade Bianche, elle ne parvient pas à suivre les meilleurs mais finit toutefois dixième à plus de quatre minutes de Megan Guarnier. Au Trofeo Alfredo Binda-Comune di Cittiglio, le scénario se répète. Elle obtient la neuvième place en sprintant dans le groupe des poursuivantes.
Au Tour des Flandres, l'Italienne suit le groupe de poursuivantes derrière Elisa Longo Borghini et termine cinquième au sprint.

#### Mai-juin

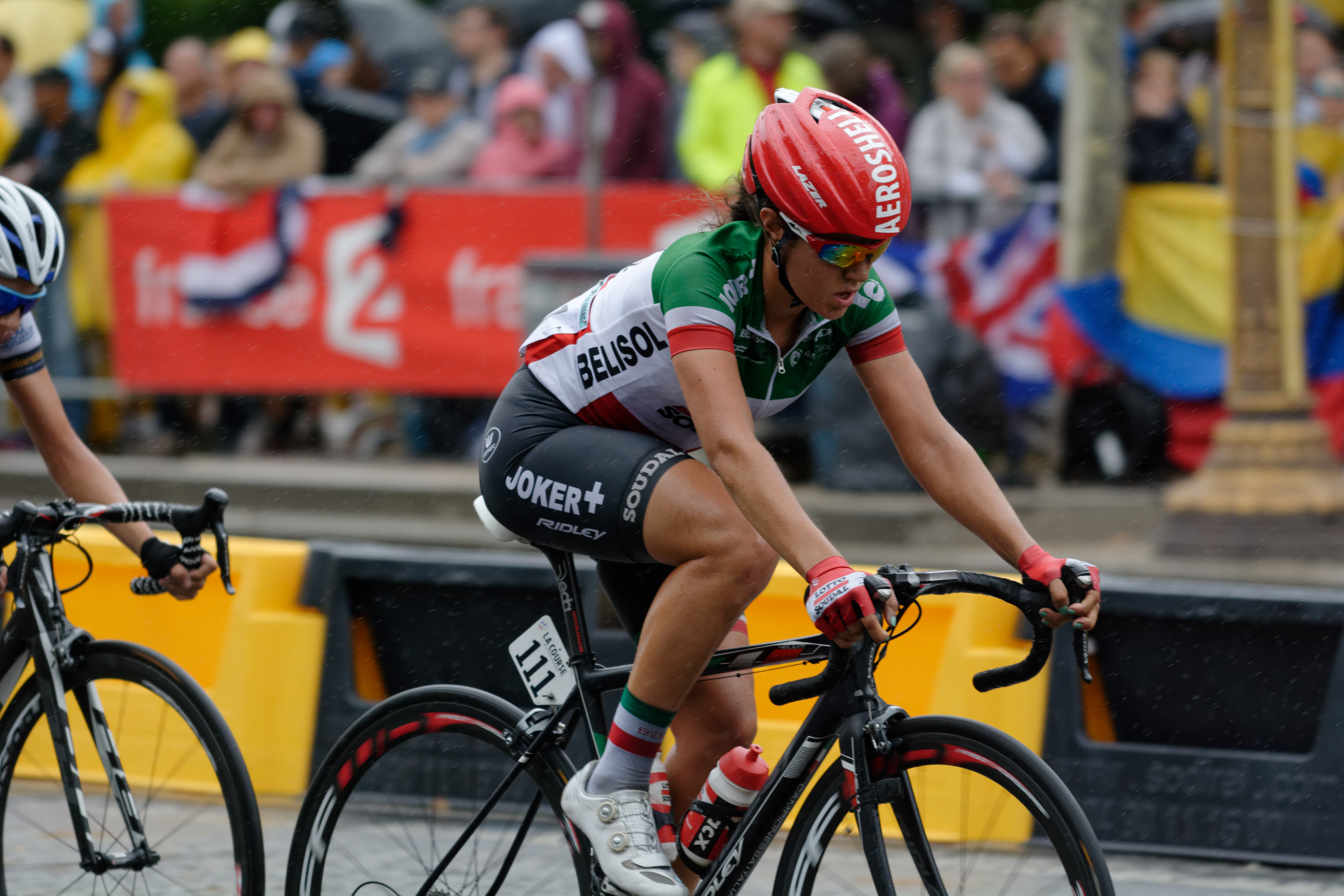
À La Course by Le Tour de France

En mai, lors de la deuxième étape du Festival luxembourgeois du cyclisme féminin Elsy Jacobs, Elena Cecchini part en échappée à vingt kilomètres de l'arrivée avec Lucinda Brand, Amanda Spratt et Janneke Ensing. Elle s'impose ensuite au sprint
.
À Durango-Durango Emakumeen Saria, elle suit les meilleurs dans le final. Elle termine troisième devant Evelyn Stevens. Sur la troisième étape de l'Emakumeen Bira qui suit, elle s'échappe avec Katrin Garfoot et Chantal Blaak. Elle se classe deuxième au sprint derrière la Néerlandaise. À la fin du mois, elle conserve son titre national sur route en s'échappant seule dans le dernier tour.

#### Juillet-Août
Au Tour d'Italie, Elena Cecchini est quatrième de la première étape qui se conclut par un sprint massif. Elle prend la bonne échappée lors de la troisième étape. Elle est devancée au sprint par Lucinda Brand et Valentina Scandolara et se classe donc troisième. Elle est de nouveau troisième le lendemain dans un sprint massif  cette fois. Au BeNe Ladies Tour, elle part en échappée avec Jolien D'Hoore et Floortje Mackaij lors de la première étape. Elle se classe troisième du sprint. Elle conserve sa troisième place au classement général jusqu'à la fin de l'épreuve.
Début août, Elena Cecchini est cinquième du sprint pour la victoire au Tour de Bochum. Le groupe se disputant la victoire est réduit à vingt unités. À Plouay, Elena Cecchini suit avec Claudia Lichtenberg l'attaque d'Evelyn Stevens dans le dernier tour de la course. Elles comptent jusqu'à trente secondes d'avance. Elles se fond toutefois reprendre par le groupe des leaders dans l'ascension finale. L'Italienne termine septième.

#### Septembre
En septembre, à l'Holland Ladies Tour, Elena Cecchini est septième de la deuxième étape au sprint. Au Tour de Belgique, elle est sixième de la première étape puis septième de la deuxième, la quatrième de la troisième et la cinquième place lors de difficile dernière étape. Elle conclut l'épreuve à la quatrième position.

### 2016
Au championnat d'Italie sur route, Elisa Longo Borghini attaque à une vingtaine de kilomètres de la ligne. Derrière un groupe de poursuite de six coureuses s'organise. Il est constitué de : Elena Cecchini, Tatiana Guderzo, Rossella Ratto, Soraya Paladin, Anna Zita Maria Stricker, Giorgia Bronzini et Maria Giulia Confalonieri. À dix kilomètres de l'arrivée, Elisa Longo Borghini est reprise et Elena Cecchini contre immédiatement. Elle s'impose en solitaire pour la troisième année consécutive. 
Sur le Tour de Thuringe, Elena Cecchini est septième de la deuxième étape,. Dans le sprint massif de la cinquième étape, Elena Cecchini se classe deuxième. Le lendemain, le profil particulièrement difficile de l'étape produit pourtant une sélection dans le peloton qui se présente au pied de la principale ascension de la journée fort de seulement seize coureuses. Dans celle-ci, Amanda Spratt et Elena Cecchini attaquent et distancent leurs poursuivantes. Leur coopération est bonne et elles passent la ligne d'arrivée avec plus de quatre minutes d'avance. Elle se départage au sprint et comme la veille Elena Cecchini doit se contenter de la deuxième place. Elle se console avec maillot jaune. La dernière étape n'apporte pas de changement au classement général. Elena Cecchini remporte donc le Tour de Thuringe.
Lors de la course en ligne olympique, à une cinquantaine de kilomètres de l'arrivée, elle tente de rejoindre Audrey Cordon, mais cela conduit finalement à un regroupement général. Trixi Worrack, souhaitant anticiper la côte de la  Vista Chinesa qui se profile, attaque ensuite de nouveau et est accompagnée par Pauline Ferrand-Prévot, Elena Cecchini, Anisha Vekemans, Małgorzata Jasińska et Gracie Elvin. Ce groupe creuse un écart d'une vingtaine de secondes sur un peloton emmené par Kristin Armstrong. Le groupe arrive au pied du Joá avec une minute quinze d'avance, mais se fait reprendre dans la pente. Elena Cecchini est vingtième de l'épreuve.
Au Grand Prix de Plouay, Leah Kirchmann part seule en tête à l'entrée du dernier tour. Elle n'est reprise que dans la côte de Ty Marrec. Six coureuses s'y détachent mais ne coopèrent pas. La victoire se joue dans un sprint à quatorze. Eugenia Bujak s'impose devant Elena Cecchini et Joelle Numainville.

### 2017
Au Tour de Drenthe, Elena Cecchini fait partie du groupe de tête après la deuxième ascension du mont VAM, cependant il est rapidement repris. Sur le circuit urbain final, elle est présente dans l'échappée décisive avec Amalie Dideriksen, Lucinda Brand et Elisa Longo Borghini. Elle prend la deuxième place du sprint. Au Trofeo Alfredo Binda-Comune di Cittiglio, la course se conclut par un sprint où Elena Cecchini obtient la cinquième place,.
Elena Cecchini se classe deuxième du championnat d'Italie du contre-la-montre. Au Grand Prix de Plouay, elle prend la troisième place du sprint du peloton, soit la cinquième de la course.
Aux championnats du monde du contre-la-montre par équipes, elle fait partie de la composition de l'équipe qui prend la quatrième place. Sur la course en ligne, elle chute avec Megan Guarnier dans la descente de Salmon Hill. Elle reprend place dans le peloton et finit dixième de la course,,.

### 2018
En début de saison, elle se montre active en passant à l'attaque sur le  Circuit Het Nieuwsblad, aux Strade Bianche et au Tour des Flandres. Au Tour de Thuringe, les premières étapes se concluent au sprint. Elena Cecchini est quatrième de la première étape, puis s'impose sur la deuxième. Elle est ensuite troisième de la quatrième étape après avoir fait partie du groupe de tête en milieu de parcours. Sur la sixième étape, Elena Cecchini est deuxième de l'étape derrière sa coéquipière Alice Barnes en réglant le peloton,. Sur le contre-la-montre final,elle est sixième ce qui lui fait prendre la cinquième place du classement général final. Sur la course en ligne de l'Open de Suède Vårgårda,  Elena Cecchini prend la quatrième place du sprint. Elle est également quatrième au sprint du Grand Prix de Plouay. Début octobre, Elena Cecchini devient championne d'Italie du contre-la-montre.

### 2019

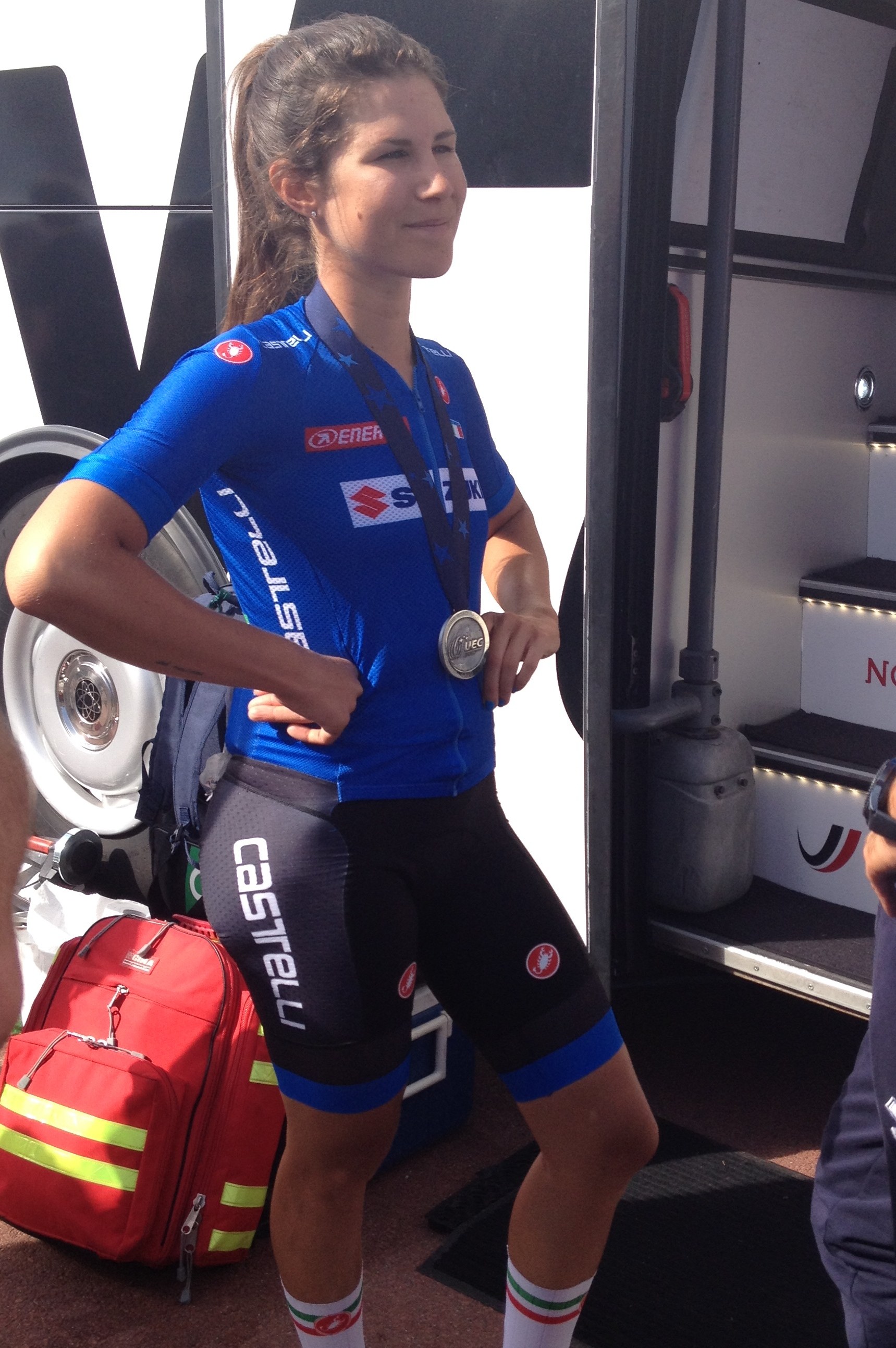
Aux championnats d'Europe 2019

Elle se montre active sur les  Strade Bianche. Elle se classe huitième du sprint de Gand-Wevelgem,,. Sur À travers les Flandres, Katarzyna Niewiadoma et Elena Cecchini font partie du groupe de favorites qui sort peu avant la côte d'Hotond. Elena Cecchini est quatrième de la course. 
Sur la deuxième étape du Tour de Thuringe, Elena Cecchini est quatrième, puis sixième sur la troisième étape. Sur la dernière étape, elle fait partie de la bonne échappée. Elle s'impose au sprint devant Coryn Rivera et Jolien D'Hoore. Mi-juin, elle se fracture le poignet sur le Women's Tour.
Sur la course en ligne des championnats d'Europe, Amy Pieters place l'attaque décisive. Elle est suivie par Lisa Klein et Elena Cecchini. Leur bonne coopération leur permet de compter deux minutes d'avance à vingt kilomètres de l'arrivée. Les trois coureuses se disputent la victoire au sprint. Avec un vent très défavorable dans la dernière ligne droite, Amy Pieters produit son accélération aux deux cents mètres. Elena Cecchini ne peut que la suivre et finit deuxième.
En octobre, elle conserve son titre national en contre-la-montre en Italie.

### 2020
Au Grand Prix de Plouay, Elena Cecchini prend la troisième place du sprint du peloton, soit la cinquième place en tout.

### 2021
A l'issue de la saison 2020, elle rejoint l'équipe SD Worx.
Au Tour de Drenthe, à cinquante kilomètres de l'arrivée, un groupe d'échappée se forme autour de Demi Vollering, mais le peloton réagit. Dans la dernière ascension, Elise Chabbey accélère avec Floortje Mackaij et Elena Cecchini dans la roue. Leur avance est faible au sommet. Elles sont rejointes par trois autres coureuses de l'équipe DSM. Elles se départagent au sprint. Lorena Wiebes est logiquement la plus rapide devant Elena Cecchini.

## Vie privée
Depuis 2012, elle est en couple avec le cycliste Elia Viviani. Ils ont notamment disputés ensemble le contre-la-montre par équipes en relais mixte des championnats du monde 2019. Le couple se marie en octobre 2022.

## Palmarès sur piste

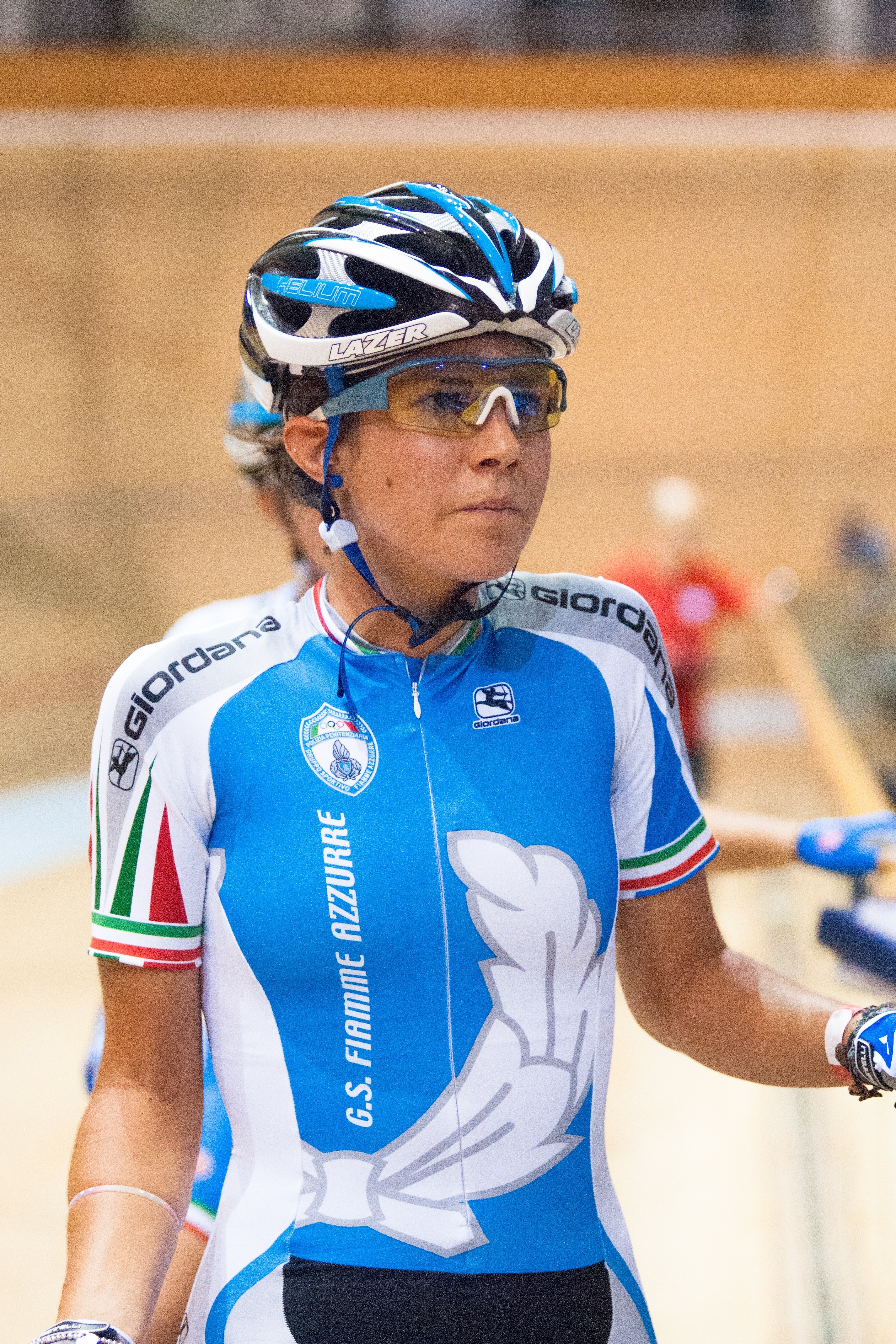
Sur piste aux Trois jours d'Aigle en 2013 sous le maillot de la sélection italienne (Fiamme Azzurre).

### Championnats du monde
- Moscou 2009
  -  Médaillée d'argent de la course aux points juniors
- Montichiari 2010
  -  Médaillée de bronze du scratch juniors
- Melbourne 2012
  - 10e du scratch
- Londres 2016
  - 11e de la course aux points

### Coupe du monde
- 2010-2011
  - 3e de la poursuite par équipes à Pékin
- 2011-2012
  - 1re du scratch à Londres
- 2012-2013
  - 3e du scratch à Cali

### Championnats d'Europe
| Édition / Épreuve                | Course aux points | Poursuite par équipes | Scratch |
| Saint-Pétersbourg 2010 (juniors) | Or                | Argent                |         |
| Anadia 2012 (espoirs)            | Argent            |                       |         |
| Anadia 2013 (espoirs)            |                   | Bronze                |         |
| Anadia 2014 (espoirs)            | Or                | Bronze                | Bronze  |
| Baie-Mahault 2014                | Bronze            |                       | Bronze  |

### Championnats d'Italie
- 2011
  - 2e de la vitesse par équipes
  - 3e du keirin
  - 3e du scratch
- 2012
  - 3e de la poursuite par équipes
- 2013
  -  Championne d'Italie de poursuite par équipes (avec Tatiana Guderzo, Marta Tagliaferro et Beatrice Bartelloni)
  -  Championne d'Italie de course aux points
- 2014
  -  Championne d'Italie de poursuite par équipes (avec Tatiana Guderzo, Marta Tagliaferro et Beatrice Bartelloni)
- 2023
  - 2e de la course aux points

## Palmarès sur route

### Palmarès par année
- 2009
  -  Championne d'Europe sur route juniors
  - 5e du championnat du monde sur route juniors
- 2010
  - 6e du championnat d'Europe sur route juniors
- 2011
  - 1re étape de la Ronde de Bourgogne
  - 2e de la Ronde de Bourgogne
- 2012
  - Trophée d'or féminin :
    - Classement général
    - 1re étape
- 2014
  -  Championne d'Italie sur route
  -  Médaillée d'argent du championnat d'Europe sur route espoirs
  - 2e du Tour of Chongming Island World Cup
  - 6e du contre-la-montre par équipes de l'Open de Suède Vårgårda
  - 10e du Trofeo Alfredo Binda-Comune di Cittiglio
- 2015
  -  Championne d'Italie sur route
  - 2e étape du Festival luxembourgeois du cyclisme féminin Elsy Jacobs
  - 3e de la Durango-Durango Emakumeen Saria
  - 3e du BeNe Ladies Tour
  - 3e du Tour de Belgique féminin
  - 5e du Tour des Flandres
  - 5e du Tour de Bochum
  - 7e du Grand Prix de Plouay
  - 9e du Trofeo Alfredo Binda-Comune di Cittiglio
- 2016
  -  Championne d'Italie sur route
  - Tour de Thuringe
  -  Médaillée d'argent au championnat du monde du contre-la-montre par équipes
  - 2e de Dwars door de Westhoek
  - 2e du Grand Prix de Plouay
  - 4e du contre-la-montre par équipes de l'Open de Suède Vårgårda
  - 8e de la Philadelphia Cycling Classic
- 2017
  - 2e du championnat d'Italie du contre-la-montre
  - 2e du Tour de Drenthe
  - 3e du contre-la-montre par équipes de l'Open de Suède Vårgårda
  - 5e du Trofeo Alfredo Binda-Comune di Cittiglio
  - 5e du Grand Prix de Plouay
  - 6e du Tour des Flandres
  - 9e de Gand-Wevelgem
  - 10e du championnat du monde sur route
  - 10e des Strade Bianche
  - 10e du Boels Ladies Tour
- 2018
  -  Championne du monde du contre-la-montre par équipes
  -  Médaillée d'or du contre-la-montre des Jeux méditerranéens
  -  Championne d'Italie du contre-la-montre
  - 2e étape du Tour de Thuringe
  - 4e du championnat d'Europe sur route
  - 4e du contre-la-montre par équipes de l'Open de Suède Vårgårda
  - 4e de la course en ligne de l'Open de Suède Vårgårda
  - 4e du contre-la-montre par équipes du Tour de Norvège
  - 4e du Grand Prix de Plouay
  - 10e du Boels Ladies Tour
- 2019
  -  Championne d'Italie du contre-la-montre
  - 6e étape du Tour de Thuringe
  - 2e du championnat d'Europe sur route
  - 2e du contre-la-montre par équipes de l'Open de Suède Vårgårda
  - 5e du Trofeo Alfredo Binda-Comune di Cittiglio
  - 8e de Gand-Wevelgem
  - 10e du Grand Prix de Plouay
- 2020
  -  Médaillée de bronze du championnat d'Europe du relais mixte contre-la-montre
  - 5e du Grand Prix de Plouay
  - 9e du championnat d'Europe sur route
- 2021
  -  Championne d'Europe du relais mixte contre-la-montre
  -  Médaillée de bronze du championnat du monde du contre-la-montre par équipes en relais mixte
  - 2e du Tour de Drenthe
- 2022
  -  Médaillée d'argent du championnat du monde du contre-la-montre par équipes en relais mixte
  - 2e du contre-la-montre par équipes de l'Open de Suède Vårgårda
  - 5e du Trofeo Alfredo Binda-Comune di Cittiglio
- 2023
  -  Médaillée d'argent du championnat d'Europe du contre-la-montre en relais mixte
- 2024
  -  Championne d'Europe du relais mixte contre-la-montre

### Résultats sur les grands tours

#### Tour d'Italie
10 participations
- 2015 : 24e
- 2016 : non-partante (8e étape)
- 2017 : 17e
- 2018 : 56e
- 2020 : 44e
- 2021 : 56e
- 2022 : 41e
- 2023 : non-partante (7e étape)
- 2024 : 71e
- 2025 : abandon (8e étape)

#### Tour de France
2 participations
- 2023 : 95e
- 2025 : 107e

#### Tour d'Espagne
2 participations
- 2024 : 56e
- 2025 : 78e

### Classements mondiaux
| Année                                 | 2011 | 2012 | 2013 | 2014 | 2015 | 2016 | 2017 | 2018 | 2019 | 2020 | 2021 | 2022 | 2023 | 2024 |
| ------------------------------------- | ---- | ---- | ---- | ---- | ---- | ---- | ---- | ---- | ---- | ---- | ---- | ---- | ---- | ---- |
| Classement UCI                        | 143e | 65e  | 105e | 19e  | 19e  | 23e  | 18e  | 32e  | 35e  | 43e  | 48e  | 68e  | 446e | 473e |
| Coupe du monde                        | nc   | 108e | 56e  | 12e  | 11e  |      |      |      |      |      |      |      |      |      |
| UCI World Tour                        |      |      |      |      |      | 21e  | 13e  | 26e  | 34e  | 38e  | 34e  | 55e  | 234e | 244e |
|                                       |      |      |      |      |      |      |      |      |      |      |      |      |      |      |
| Légende : nc = non classéSource : UCI |      |      |      |      |      |      |      |      |      |      |      |      |      |      |

## Palmarès en gravel
- 2023
  -  Médaillée de bronze du  championnat d'Europe de gravel